# فریب‌خورده (فیلم ۲۰۱۷)
فریب‌خورده (به انگلیسی: The Beguiled) یک فیلم درام آمریکایی به نویسندگی و کارگردانی سوفیا کوپولا است، که بر اساس رمان شیطان مصور شده به قلم توماس پی. کالینن و فیلمی به همین نام در سال ۱۹۷۱ ساخته شده‌است. در این فیلم بازیگرانی همچون ال فانینگ، نیکول کیدمن، کالین فارل، کیرستن دانست و انگوری رایس ایفای نقش می‌کنند. نخستین نمایش فیلم در جشنواره فیلم کن ۲۰۱۷ بود که فیلم با تحسین منتقدان مواجه شد و در نهایت نیز موفق شد جایزه بهترین کارگردان جشنواره فیلم کن را برای سوفیا کوپولا بدست آورد.فریب‌خورده توسط فوکس فیچرز در ۲۳ ژوئن ۲۰۱۷ به اکران عمومی درآمد.

## داستان
در سال ۱۸۶۴ و در خلال جنگ داخلی آمریکا در یک مدرسه شبانه‌روزی دخترانه دوشیزه مارتا (مدیر مدرسه) به همرا دوشیزه ادوینا (معلم) و پنج دانش‌آموز به دور از هیاهوی جنگ زندگی می‌کنند. روزی یکی از دانش‌آموزان به نام ایمی در جنگل سرباز زخمی را پیدا می‌کند و او را به مدرسه می‌آورد. بانوان مدرسه از مرد زخمی (سرجوخه مک‌برنی) مراقبت می‌کنند و به او اجازه می‌دهند تا بهبودی در مدرسه بماند. حضور مرد جوان خوش‌قیافه توجه بانوان مدرسه را جلب می‌کند و هر یک از دوشیزگان سعی می‌کنند با محبت به مک‌برنی و پوشیدن لباس‌های زیبا توجه او را جلب کنند. مک‌برنی نیز کم و بیش به محبت آن‌ها پاسخ می‌دهد. در این میان دوشیزه مارتا، دوشیزه ادوینا و دانش‌آموزی به نام الیشیا بیش از همه مورد توجه مک‌برنی قرار می‌گیرند. با بهبودی مک‌برنی دوشیزه مارتا از او می‌خواهد که مدرسه را ترک کند. مک‌برنی که مایل نیست به میدان نبرد بازگردد از دوشیزه مارتا می‌خواهد تا او را به عنوان باغبان مدرسه بپذیرد. همچنین به دوشیزه ادوینا می‌گوید که عاشق او است. اما همان شب دوشیزه ادوینا صداهایی از اتاق الیشیا می‌شنود و هنگامی که به اتاق او می‌رود او را در حال هم‌آغوشی با مک‌برنی می‌بیند. مک‌برنی به دنبال ادوینا می‌رود تا او را آرام کند اما ادوینا که خشمگین است او را هل می‌دهد و مک‌برنی از پله‌ها سقوط می‌کند…

## بازیگران
| بازیگر       | نقش           |
| ------------ | ------------- |
| نیکول کیدمن  | دوشیزه مارتا  |
| کیرستن دانست | دوشیزه ادوینا |
| کالین فارل   | سرجوخه مک‌برنی |
| ال فانینگ    | الیشیا        |